# Łeonid Ostrowski
Łeonid Alfonsowycz Ostrowski (łot. Leonīds Ostrovskis, ukr. Леонід Альфонсович Островський, ros. Леонид Альфонсович Островский, Leonid Alfonsowicz Ostrowski; ur. 17 stycznia 1936 w Rydze, Łotwa, zm. 17 kwietnia 2001 w Kijowie, Ukraina) – ukraiński piłkarz pochodzenia łotewskiego, grający na pozycji obrońcy, reprezentant Związku Radzieckiego, trener piłkarski.

## Kariera piłkarska

### Kariera klubowa
Wychowanek szkoły piłkarskiej VEF Ryga (od 1948), a potem Daugava Ryga (od 1950). W 1955 zadebiutował w podstawowym składzie Daugava Ryga. W następnym 1956 przeszedł do Torpeda Moskwa, z którym zdobył mistrzostwo ZSRR w 1960 oraz puchar krajowy w 1960. W latach 1963–1968 występował w Dynamie Kijów, z którym odnosił największe sukcesy: Mistrzostwo ZSRR w 1966, 1967 i 1968 oraz puchar krajowy w 1964 i 1966. W 1970 w wieku 34 lat ukończył karierę piłkarską w klubie Maszuk Piatigorsk, w którym łączył funkcje piłkarza i trenera.

### Kariera reprezentacyjna
18 listopada 1961 zadebiutował w radzieckiej reprezentacji w spotkaniu towarzyskim z Argentyną, przegranym 1:2. Jeszcze osiem razy był powoływany do reprezentacji. Jest jedynym łotewskim piłkarzem, który występował w reprezentacji ZSRR. Uczestnik trzech turniejów finałowych mistrzostw świata: 1958, 1962, 1966.

## Kariera trenerska
Po zakończeniu kariery zawodniczej w 1968, 1971, 1972–1974, 1994–? był trenerem w szkole piłkarskiej Dynama Kijów. W 1971 prowadził drugoligowy klub Dnipro Czerkasy. W latach 1975–1976 trenował gruziński klub Skuri Calendżicha. W 2001 zmarł w wieku 65 lat.